# CDXL
CDXL är ett videofilformat utvecklat av Commodore i slutet av 1980-talet och under tidigt 1990-tal för datorplattformen Amiga. Det är känt för att vara ett av de tidigaste formaten som tagits fram för uppspelning av rörlig film från CD-ROM.

## Bakgrund
CDXL-formatet skapades efter att CD-ROM-spelare introducerats, men innan billig hårdvara för MPEG-uppspelning fanns tillgänglig. Utvecklingen var i första hand menad för Commodore CDTV för att spela upp film från CD-ROM. CDXL är specialanpassad för kretsuppsättningen i Amiga-datorer, och drar nytta av DMA-överföring för uppspelning med en låg CPU-belastning. Som en följd av detta tillåter CDXL-formatet endast lättare videokompression och således också endast lägre upplösning och måttlig bildfrekvens.
CDXL-formatet tillät inledningsvis uppspelning i 24 bilder per sekund med en färgpalett av 4 096 färger kodade i HAM-6. Ljud stöds i 8-bitars mono- eller stereoformat. När Amiga CD32 släpptes utökades CDXL-formatet för att stödja färglägen tillhörande AGA (upp till 262 144 samtidiga färger på skärmen från en 24 bitar bred färgpalett), samt högre upplösningar.

## Användning
Ett flertal CD-ROM-spel och underhållningsmjukvara för Amiga använder CDXL för rörlig film.
CDXL stöds av AmigaOS genom systemet för datatyper, vilket medger uppspelning av CDXL-filer.

## Prestanda
Uppspelningsprestandan var, vid tillfället då CDTV lanserades, imponerande eftersom Motorola 68000-processorn, OCS-kretsuppsättningen och CD-ROM-spelaren jobbar i så kallad enkel hastighet. Hastighetsbegränsningen (150 kB/s) tillåter upplösningar motsvarande 160×100 pixlar och 4 096 färger i 12 bilder per sekund och 11025 Hz 8-bit monoljud. Med dessa förutsättningar kan såväl bild- som ljudkvalitet uppfattas som betydligt värre än vad som är fallet för VHS-formatet.
En CDXL-ström i 300 kB/s (motsvarande 256×128 i 12 bilder per sekund) tillåter ungefär en 36 minuter lång film att rymmas på en CD-ROM-skiva. Som jämförelse kan nämnas att en Video CD inspelad i MPEG-1 format tillåter en ungefär 72 minuter lång film med upplösningen 352×288 och ett 24-bitars färgdjup i 25 bilder per sekund.